# Passagem (Paraíba)
Pour les articles homonymes, voir Passagem.
Passagem est une ville brésilienne du centre de l'État de la Paraíba.
Sa population était estimée à 2 124 habitants en 2007. La municipalité s'étend sur 112 km2.